# Список президентів Франції

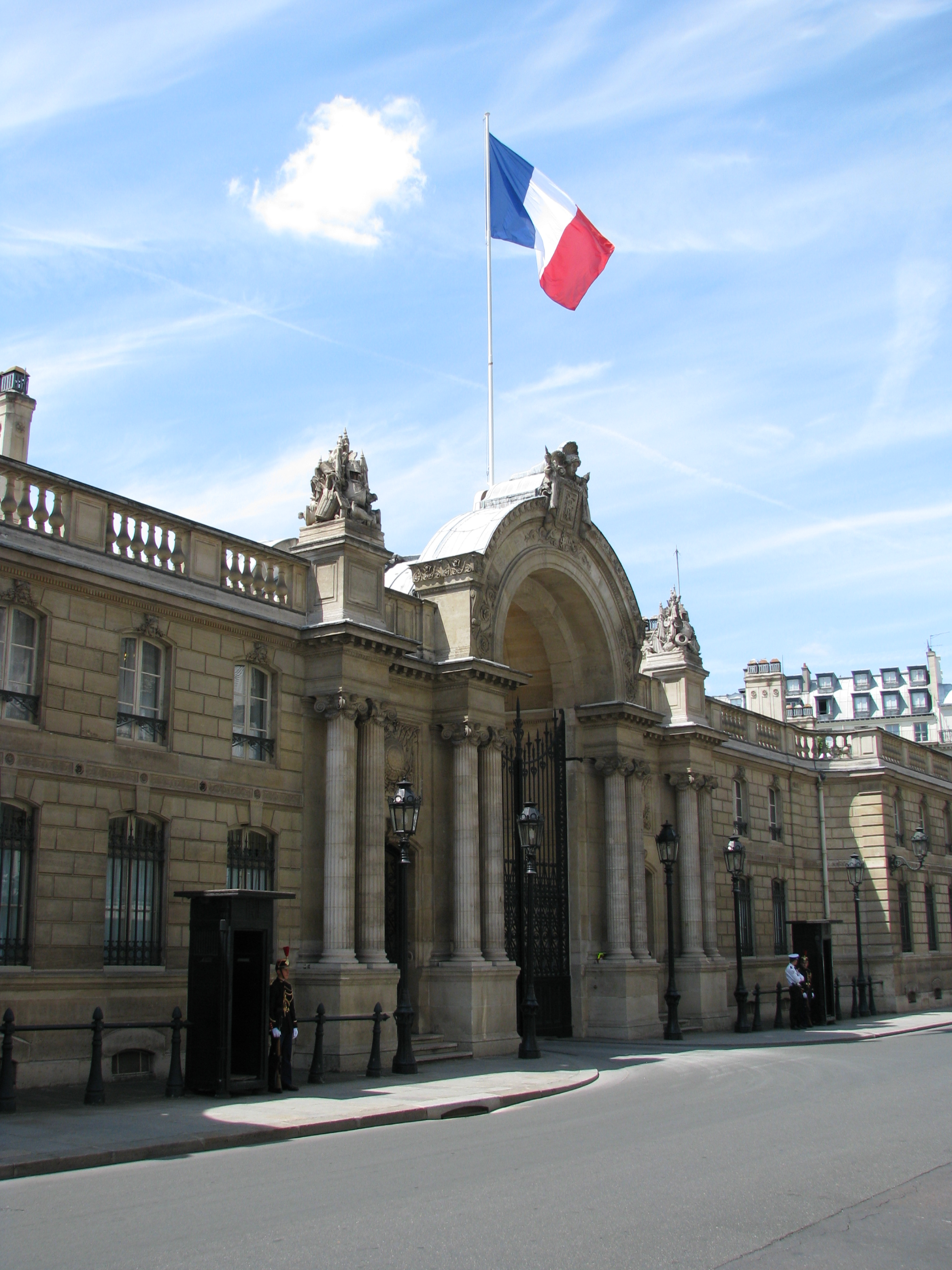
Брама Єлисейського палацу на вулиці Фобур Сент-Оноре

У списку наведено всіх президентів Франції від часу заснування цієї посади. Детальну інформацію про повноваження президента Франції можна знайти у статті Президент Франції.
| #                                                                    | Зображення | Ім'я                  | Роки правління | Примітки |
| -------------------------------------------------------------------- | ---------- | --------------------- | -------------- | --- |
| Друга республіка (1848—1852)                                         |            |                       |                | |
| 1-й                                                                  |            | Луї-Наполеон Бонапарт | 1848—1852      | у 1852 проголосив себе імператором.                                                                               |
| Третя республіка (1875—1940)                                         |            |                       |                | |
| 2-й                                                                  |            | Адольф Тьєр           | 1871—1873      | Пішов у відставку.                                                                                                |
| 3-й                                                                  |            | Патріс де Мак-Магон   | 1873—1879      | Пішов у відставку.                                                                                                |
| 4-й                                                                  |            | Жуль Греві            | 1879—1887      | Переобраний на повторний термін у 1885/1886, під час якого пішов у відставку.                                     |
| 5-й                                                                  |            | Саді Карно            | 1887—1894      | Вбитий на посаді.                                                                                                 |
| 6-й                                                                  |            | Жан Казимир-Пер'є     | 1894—1895      | Пішов у відставку.                                                                                                |
| 7-й                                                                  |            | Фелікс Фор            | 1895—1899      | Помер на посаді                                                                                                   |
| 8-й                                                                  |            | Еміль Лубе            | 1899—1906      | |
| 9-й                                                                  |            | Арман Фальєр          | 1906—1913      | |
| 10-й                                                                 |            | Раймон Пуанкаре       | 1913—1920      | |
| 11-й                                                                 |            | Поль Дешанель         | 1920—1920      | Пішов у відставку.                                                                                                |
| 12-й                                                                 |            | Александр Мільєран    | 1920—1924      | Пішов у відставку.                                                                                                |
| 13-й                                                                 |            | Гастон Думерг         | 1924—1931      | |
| 14-й                                                                 |            | Поль Думер            | 1931—1932      | Вбитий на посаді                                                                                                  |
| 15-й                                                                 |            | Альбер Лебрен         | 1932—1940      | Переобраний на повторний термін у 1939. Фактично склав президентські повноваження після встановлення режиму Віші. |
| Уряд Віші (1940—1944)                                                |            |                       |                | |
|                                                                      |            | Філіпп Петен          | 1940—1944      | Мав посаду «Глава держави», не був президентом                                                                    |
| Тимчасовий уряд республіки (1944—1947) Офіційно не були президентами |            |                       |                | |
|                                                                      |            | Шарль де Голль        | 1944—1946      | |
|                                                                      |            | Фелікс Гуен           | 1946           | |
|                                                                      |            | Жорж Бідо             | 1946           | |
| (в. о.)                                                              |            | Венсан Оріоль         | 1946           | Голова Установчих зборів                                                                                          |
|                                                                      |            | Леон Блюм             | 1946—1947      | |
| Четверта республіка (1947—1959)                                      |            |                       |                | |
| 16-й                                                                 |            | Венсан Оріоль         | 1947—1954      | |
| 17-й                                                                 |            | Рене Коті             | 1954—1959      | |
| П'ята республіка (1959 — дотепер)                                    |            |                       |                | |
| 18-й                                                                 |            | Шарль де Голль        | 1959—1969      | Переобраний на повторний термін у 1965, під час якого пішов у відставку.                                          |
| 19-й                                                                 |            | Жорж Помпіду          | 1969—1974      | Помер на посаді.                                                                                                  |
| 20-й                                                                 |            | Валері Жискар д'Естен | 1974—1981      | |
| 21-й                                                                 |            | Франсуа Міттеран      | 1981—1995      | Переобраний на повторний термін у 1988                                                                            |
| 22-й                                                                 |            | Жак Ширак             | 1995—2007      | Переобраний на повторний термін у 2002                                                                            |
| 23-й                                                                 |            | Ніколя Саркозі        | 2007—2012      | |
| 24-й                                                                 |            | Франсуа Олланд        | 2012—2017      | |
| 25-й                                                                 |            | Емманюель Макрон      | з 2017         | Переобраний на повторний термін у 2022                                                                            |

## Нині живі колишні президенти
Станом на серпень 2025 року, окрім чинного президента, Емманюеля Макрона, є два живих колишніх президентів:
| Президент      | Роки президентства | Дата народження |
| -------------- | ------------------ | --------------- |
| Ніколя Саркозі | 2007—2012          | 28 січня 1955   |
| Франсуа Олланд | 2012—2017          | 12 серпня 1955  |

Остання смерть президента відбулася 2 грудня 2020 року. Тоді помер у віці 94 роки Валері Жискар д'Естен (1974—1981).